# François Bousquet (prêtre)
Pour les articles homonymes, voir François Bousquet et Bousquet.
Monseigneur François Bousquet (né le 15 mars 1947 à Domont) est un universitaire et prêtre de l'Église catholique.
Professeur honoraire de la Faculté de théologie de l'Institut catholique de Paris dont il a été le vice-recteur, il fut recteur de Saint-Louis-des-Français à Rome de septembre 2011 jusqu'au 1er septembre 2020. Il est également membre du Conseil pontifical pour la culture et consulteur pour le Conseil pontifical pour le dialogue inter-religieux. Il fut le Curé-Doyen de Magny-en-Vexin et des paroisses desservies, du 1er septembre 2020 au 31 août 2024, date à laquelle il se retire dans le diocèse de La Rochelle et Saintes. Spécialiste de Kierkegaard, il a publié un grand nombre d'ouvrages de théologie fondamentale.

## Biographie
Titulaire d'une licence de philosophie de la Sorbonne et d'une maîtrise de la Faculté de philosophie de l'Institut catholique de Paris, François Bousquet obtient son habilitation au doctorat en 1971, puis enseigne la philosophie à la Faculté des Arts de l’Université de Sherbrooke au Québec de 1969 à 1973.
Sa thèse de doctorat, soutenue conjointement à l’Institut catholique et en Sorbonne, porte sur la christologie de Kierkegaard.
Ordonné prêtre en 1975 dans le diocèse de Pontoise, il reçoit diverses missions pastorales dans son diocèse : après avoir été vicaire et aumônier de lycée, et avoir travaillé dans diverses formations diocésaines, il devient vicaire épiscopal de 1988 à 1993, avant d’être envoyé de 1993 à 2003 comme directeur spirituel au Séminaire des Carmes, le séminaire universitaire de l’Institut catholique de Paris.
Simultanément, il enseigne l'histoire de la philosophie grecque à la Faculté de Philosophie de l’Institut catholique de Paris de 1978 à 1989. Puis il passe en Faculté de fhéologie, où il enseigne la Théologie fondamentale pendant dix ans dans plusieurs des organismes de la Faculté  (Section de Théologie biblique et systématique, Institut supérieur d'études œcuméniques, Institut supérieur de Pastorale catéchétique, Institut de science et de théologie des Religions, Cycle d'études du doctorat).
Professeur ordinaire de la Faculté depuis 1999, il devient directeur de l’Institut de science et de théologie des religions de 2005 à 2008, avant d’être nommé vice-recteur à la Recherche en septembre 2008. En septembre 2011, il est nommé recteur de Saint-Louis-des-Français à Rome et prélat d'honneur de sa Sainteté par le pape Benoît XVI le 13 février 2012.
Il a enseigné régulièrement au Québec, au Liban, et est intervenu dans un certain nombre de sessions et de colloques nationaux et internationaux. Il a été membre du Søren Kierkegaard Research Center (en) Advisory Board, à l’Université de Copenhague, de 2000 à 2003. Il participe au comité scientifique de deux revues roumaines, et a reçu le prix 2010 de la Faculté des Lettres de l’Université de Nitra en Slovaquie.
Il a participé au Parvis des gentils en mars 2015.
Il est nommé avec Jean-Luc Marion membre du Conseil pontifical pour la culture par le Pape Benoît XVI le 10 décembre 2011.
Il est installé comme curé-doyen de Magny-en-Vexin et des paroisses desservies, le 4 octobre 2020, en l'église Notre-Dame-de-la-Nativité de Magny-en-Vexin par Monseigneur Stanislas Lalanne, évêque de Pontoise.

## Activités scientifiques et éditoriales
- Membre de la Commission internationale de recherche pour la paix (Commission « Kissinger ») à l’UNESCO
- Membre du Conseil scientifique du Centre International du Vitrail  de Chartres depuis 2012
- Membre du Comité directeur de la revue Teologie Ortodoxă, Analele ştiinţifice ale Universităţii « Alexandru Ioan Cuza », Iaşi (Roumanie)
- Membre du Comité scientifique de la Revue Theologia Catholica, Studia Universitatis Babeş-Bolyai Theologia Catholica, Cluj (Roumanie)
- Directeur de publication de Transversalités, Revue de l’Institut Catholique de Paris de 2008 à 2011
- Membre du Comité de Rédaction de la revue missionnaire Spiritus en 2010 et 2011
- Membre du Comité éditorial de la Collection Theologia, aux éditions Bayard de 2008 à 2011
- Membre du Comité éditorial de la Collection Philosophie et Théologie aux éditions du Cerf de 1996 à 2008
- Président de l'AETC – France (Association Européenne de Théologie Catholique) de 2001 à 2006
- Membre du Søren Kierkegaard Research Center Advisory Board, à l’Université de Copenhague, de 2000 à 2003.
- Membre du Groupe de Beyrouth du Réseau de Recherche Europe-Méditerranée CCR – FIUC.
- Prix 2010 de la Faculté des Lettres de l’Université de Nitra, en Slovaquie, remis le 23 septembre 2010 (pour l’ensemble de ses travaux sur Kierkegaard)

## Publications
Ses publications concernent la théologie systématique (Croire, La Trinité, Les Grandes révolutions de la théologie moderne (dir.), Dieu et la raison (dir.)), la théologie pastorale (Le Scandale du mal), la philosophie (Plotin, Camus, Le Pluralisme philosophique (dir.)), les études kierkegaardiennes (Le Christ de Kierkegaard : devenir chrétien par passion d’exister), le dialogue interreligieux (Aimer la Chine (éd.), Le dialogue interreligieux : le christianisme face aux autres traditions (dir.), Chrétiens et Musulmans ont-ils le même Dieu ? (en collaboration avec Dalil Boubakeur).
- (en collaboration avec Jacques Bousquet) Domont, Histoire d'un village d'Ile-de-France, Domont, 1975, 448 p.
- L'Esprit de Plotin, l'itinéraire de l'âme vers Dieu, Sherbrooke (Québec), Editions Naaman, 1976, 86 p.
- Camus le méditerranéen, Camus l'ancien, Sherbrooke (Québec), Editions Naaman, 1977, 126 p.
- Le Scandale du mal, Paris, Mame, 1987, 64 p., collection Première Bibliothèque de Connaissances Religieuses
- "Texte, Mimésis, Répétition. De Ricœur à Kierkegaard, et retour", in : Le Texte comme objet philosophique, présentation de Jean Greisch, Paris , Beauchesne, 1987, collection Philosophie no 12, p. 185-204.
- "Søren Kierkegaard", in : Histoire des saints et de la sainteté chrétienne, t.IX, Vers une sainteté universelle, 1715 à nos jours, 1re partie, Paris, Hachette, Département Histoire chrétienne, 1987, p. 274-278.
- Vingt articles dans : Théo, Nouvelle Encyclopédie catholique, Paris, Droguet-Ardant / Fayard, 1989 :

1. "Attributs divins", p. 776.
2. "Dogmatique", p. 603.
3. "Économie du salut" (Le plan de Dieu ou l'...), p. 605.
4. "Elus (Election)", p. 613.
5. "Enseigner" (Enseignement de la foi), p. 576.
6. "Expiation", p. 704-705.
7. "Figure" (Différents sens du mot dans la tradition chrétienne), p. 776.
8. "Intelligence" (Intelligence et Foi), p. 621.
9. "Libération et salut", p. 697.
10. "Mérite", p. 785.
11. "Nature", p. 719.
12. "Noms de Dieu", p. 665.
13. "Parole de Dieu", p. 597.
14. "Prédestination", p. 708.
15. "Raison" (Raison et Foi), p. 621.
16. "Réprobation" (ou : peut-on aller en enfer ?), p. 706.
17. "Rétribution" (Peut-on mériter son paradis ?), p. 702.
18. "Révélation", p. 593.
19. "Salut", p. 698-699.
20. "La Théologie contemporaine depuis le Concile", p. 624-625.

- "Lire Kierkegaard : passion-patience. Fragments d'un journal sans date", in : Kierkegaard ou le Don Juan chrétien, Monaco, Editions du Rocher, 1989, p. 205-213, Les Cahiers du Rocher.
- Croire, Paris, Cerf, 1991, 156 p., collection Foi Vivante no 282. (Reprise, revue et corrigée, du no 21.) (Réédité dans la collection Epiphanie, Paris, Cerf, 2013, 157 p.)
- "Kierkegaard et la joie", in : Le Bonheur, Henri-Jérôme Gagey éd., Paris, Beauchesne, 1996, (Institut Catholique de Paris, Faculté de Théologie et de Sciences Religieuses, Deuxième Cycle de théologie biblique et systématique), Collection "Sciences Théologiques et Religieuses" n° 5, p. 119-139.
- "Le Moyen Âge", in : L’Esprit des lettres de l’Antiquité à nos jours, Histoire chrétienne de la Littérature, Jean Duchesne dir., Paris, Flammarion, 1996, IIe Partie, p. 258-434.
- Le Christ de Kierkegaard : Devenir chrétien par passion d'exister, une question aux contemporains, Présentation de Mgr Joseph Doré, Paris, Desclée, 1999, 462 p., Collection Jésus et Jésus-Christ no 76.
- La Trinité, Paris, Editions de L'Atelier, 2000, 171 p., Collection Tout simplement no 27.
- "Prendre au sérieux, en théologie, la proposition de la foi", in : Sur la proposition de la foi, Henri-Jérôme Gagey et Denis Villepelet dir., Paris, Editions de L'Atelier, 1999, p. 161-170.
- "Théologie des religions : dossiers sensibles, chemins possibles", in : François Bousquet, Henri-Jérôme Gagey, Geneviève Médevielle, Jean-Louis Souletie éd., La responsabilité des Théologiens. Mélanges offerts à Joseph Doré, Paris, Desclée, 2002, p. 813-825.
- In : Frédéric Lenoir et Ysé Tardan-Masquelier dir., Le livre des sagesses, l'aventure spirituelle de l'humanité, Paris, Bayard, 2002 :

1. "Plotin et les néoplatoniciens", p. 251-255
2. Commentaire de Ennéades III, 8, 10 et VI, 9,5 : "D'unité en unité on arrive à l'Un absolu", p. 997-998
3. "Søren Kierkegaard", p. 764-768
4. Commentaire de "L'Alternative" (S.V. II 269-271) : "De tous les présents de la grâce la temporalité est le plus grand", p. 1229-1230.
- Les Grandes révolutions de la théologie moderne, Sous la direction de François Bousquet, Avec la collaboration de Philippe Bordeyne, Paul De Clerck, Dominique Greiner, Jean-Michel Maldamé, François Nault, Charles Perrot, Gilles Routhier, Laurent Villemin, , Préface de Henri-Jérôme Gagey, Paris, Bayard, 2003, 310 p.
- François Bousquet et Philippe Capelle dir., Dieu et la Raison, l’intelligence de la foi parmi les rationalités contemporaines, Paris, Bayard, 2005
- En collaboration avec Dalil Boubakeur, Chrétiens et Musulmans ont-ils le même Dieu ?, Paris, Salvator, 2009, 96 p., collection Controverses. Texte de la Disputatio tenue avec le Dr Dalil Boubaqueur, Recteur de l’Institut Musulman de la Grande Mosquée de Paris, le samedi 2 juin 2007, dans la Cathédrale de Rouen.
- François Bousquet et Henri de La Hougue (dir.), Le Dialogue inter-religieux, le Christianisme face aux autres traditions, Paris, Desclée De Brouwer, 2009, 225 p.
- "Camus, pré-chrétien et post-chrétien ? ", in : Guy Basset et Hubert Faës dir., Camus. La philosophie et le christianisme, Paris, Cerf, 2012, p. 15-22, collection La nuit surveillée.
- "Présentation" (en collaboration avec Laurent Mazas), in : Jean Clair, Axel Kahn, Julia Kristeva, Jean-Luc Marion, Lumières, religions et raison commune, Préface du Cardinal Gianfranco Ravasi, Paris, Bayard, 2012, p. 17-26.